# 奧比奇家族
奧比奇家族（義大利語：Albizzi或Albizi），是一個文藝復興時期來自阿雷佐的佛羅倫斯貴族家族，該家族是美第奇家族的競爭對手。家族在梳毛工起義後的1382年一直到科西莫·德·美第奇返回的1434年，一直控制著佛羅倫斯的權力核心。

## 家族起源
奧比奇家族的祖先來自德國，家族成員拉伊蒙迪諾（Raimondino）於12世紀末從德國遷徙至托斯卡尼的阿雷佐定居，他的後代又遷至佛羅倫斯。家族第一位重要人物是貝寧卡薩·德里·奧比奇（Benincasa degli Albizzi），在一份1251年的佛羅倫斯文獻紀載他是一名富有的羊毛商人以及當地教宗派的領袖。家族成員菲利波（Filippo degli Albizzi）於1282年成為了佛羅倫斯的最高執政官，他的兒子皮埃羅（Piero）則是家族第一位正義旗手。

## 掌權
家族中最惡名昭彰同時也是最有影響力的成員是馬索·德里·奧比奇和他的兒子里納爾多·德里·奧比奇。佛羅倫斯在15世紀初多次被維斯孔蒂家族的米蘭軍擊敗，這導致執政團不得不加重市民的稅負，這嚴重打擊奧比奇家的威信，使其寡頭政權在人民心中一落千丈。1417年繼承父親的里納爾多（在父執輩重臣尼可洛·達·烏札諾的支持下掌權）又執意推行新的嚴厲控管、壓制貧民，把民眾的不滿壓制在萌芽狀態，並力爭教廷銀行經理乔凡尼·德·美第奇的支持，雖獲得美第奇提供的大量貸款以減低稅收，卻也使美第奇家族的勢力大增，幾乎可與奧比奇家族爭雄匹敵。同一時間，佛羅倫斯在1426-1428年與米蘭的戰爭卻是敗多勝少，戰費負擔讓人民對奧比奇的支持度不斷流失。
1429年乔凡尼·美第奇過世，家族由長子柯西莫掌管。1431年輔佐里納爾多執政的奧比奇家副手──親善美第奇派的尼可洛·達·烏札諾過世，里納爾多開始害怕並反對美第奇家族的崛起，到處散播對科西莫不利的流言，更於1433年趁著科西莫·德·美第奇出國的時候操控執政團選舉並在科西莫返國時以他對盧卡共和國發動的戰爭失敗為由，判決放逐他十年，不過科西莫憑藉著廣大的人脈以及權力，不到一年的時間就返國，導火線又是里納爾多對米蘭討伐戰的失敗，成為壓垮奧比奇執政的最後一根稻草。

## 失勢
里納爾多對科西莫即將回來的消息大感恐懼，他進攻執政大廈並燒毀了所有美第奇支持者的房屋，並且雇了傭兵隨意掠奪，但里納爾多沒有給這些傭兵報酬，許多傭兵已經離開不再支持他。
此時因與科隆納家族起爭執而被迫逃離羅馬的教宗尤金四世正好在佛羅倫斯避難，教宗欲藉由美第奇家族的龐大金援作為後盾重返羅馬，但是里納爾多無疑是個潛在的阻礙，教宗便召見了里納爾多前去談談，教宗告訴里納爾多與執政團對抗是沒有意義的，並保證只要里納爾多知難而退，他與他的家族將不會受到敵人的報復，里納爾多照辦了，沒幾天科西莫就返回了佛羅倫斯，科西莫重掌大權後很快地將里納爾多及其後代跟一些奧比奇家族直系或旁系血親驅逐出境，奧比奇家族由此失勢。

## 後期發展
馬索的另一個兒子盧卡·德里·奧比奇是佛羅倫斯船隊奴隸的負責人，他所遺留的日記是歷史學家重要的資料來源。而與他的父親及兄弟不同，盧卡是科西莫·德麥地奇忠誠的朋友，當科西莫於1434年返回佛羅倫斯掌權並放逐了奧比奇家族大部分的人時，盧卡被准許留在佛羅倫斯，他在1442年甚至成為了佛羅倫斯的正義旗手，並一直都是科西莫的重要盟友，其他一些家族成員也擔任過托斯卡納大公國的重要職位，但仍有些家族成員持續反對美第奇家族統治，如安東·弗朗切斯科·德里·奧比奇（Anton Francesco degli Albizzi），他公開反對科西莫一世的統治，但他與其他反對勢力於蒙泰穆爾洛戰役中被擊敗，安東·弗朗切斯科也因叛國罪被處決。
17世紀時家族委託吉拉爾多·希爾瓦尼對奧比奇宮進行維護及擴建。
家族成員弗朗切斯科·奧比奇（Francesco Albizzi）於1654年被教宗英諾森十世任命為樞機。

## 家族滅絕
家族主系於19世紀初絕嗣，隨後維多里奧·德里·奧比奇（Vittorio degli Albizi）－一個家族於16世紀遷居法國的分支後裔返回佛羅倫斯，維多里奧終身未婚，他於1877年死去，將所有遺產留給他的姊姊雷奧尼婭（Leonia），他的死象徵著奧比奇家族正式滅絕。